# Фитогеографија
Фитогеографија је грана биогеографије. Назив јој потиче од грчких речи phyton – биљка, geo – Земља и graphein – писати.

## Предмет проучавања
Фитогеографија се бави проучавањем распрострањења биљака и биљних заједница на Земљиној површини, као и закономерностима тог распрострањења.